# Consiglio di Rumo
Consiglio di Rumo là một đô thị ở tỉnh Como trong vùng Lombardia, có cự ly khoảng 80 kilômét (50 mi) về phía bắc của Milano và khoảng 40 kilômét (25 mi) về phía đông bắc của Como, ở biên giới với Thụy Sĩ. Tại thời điểm ngày 31 tháng 12 năm 2004, đô thị này có dân số 1.185 người và diện tích là 16,3 km².
Consiglio di Rumo giáp các đô thị: Colico, Dongo, Dosso del Liro, Garzeno, Germasino, Gravedona, Roveredo (Thụy Sĩ), Stazzona.